# Batrachorhina lichenea
Batrachorhina lichenea är en skalbaggsart som först beskrevs av Leon Fairmaire 1902.  Batrachorhina lichenea ingår i släktet Batrachorhina och familjen långhorningar.
Artens utbredningsområde är Madagaskar. Inga underarter finns listade.